# Altenmarkt im Pongau
Altenmarkt im Pongau ist eine Marktgemeinde mit 4708 Einwohnern (Stand 1. Jänner 2024 = 1. Januar 2024) im österreichischen Bundesland Salzburg.

## Geografie
Altenmarkt nimmt eine Fläche von 49 Quadratkilometer ein und hat eine Bevölkerungsdichte von 80 Einwohner je Quadratkilometer. Die Gemeinde gehörte bis 2004 zum Gerichtsbezirk Radstadt und ist seit dem 1. Jänner 2005 Teil des Gerichtsbezirks Sankt Johann im Pongau.

### Gemeindegliederung
Das Gemeindegebiet umfasste früher folgende drei Ortschaften (Einwohner Stand 1. Jänner 2015):
- Altenmarkt im Pongau (3098)
- Palfen (824)
- Sinnhub (523)

Aktuell besteht die Gemeinde aus einer Ortschaft (Einwohnerzahl Stand 1. Jänner 2024):
- Altenmarkt im Pongau (4708)

Die Gemeinde besteht aus den drei Katastralgemeinden Altenmarkt, Palfen und Sinnhub.

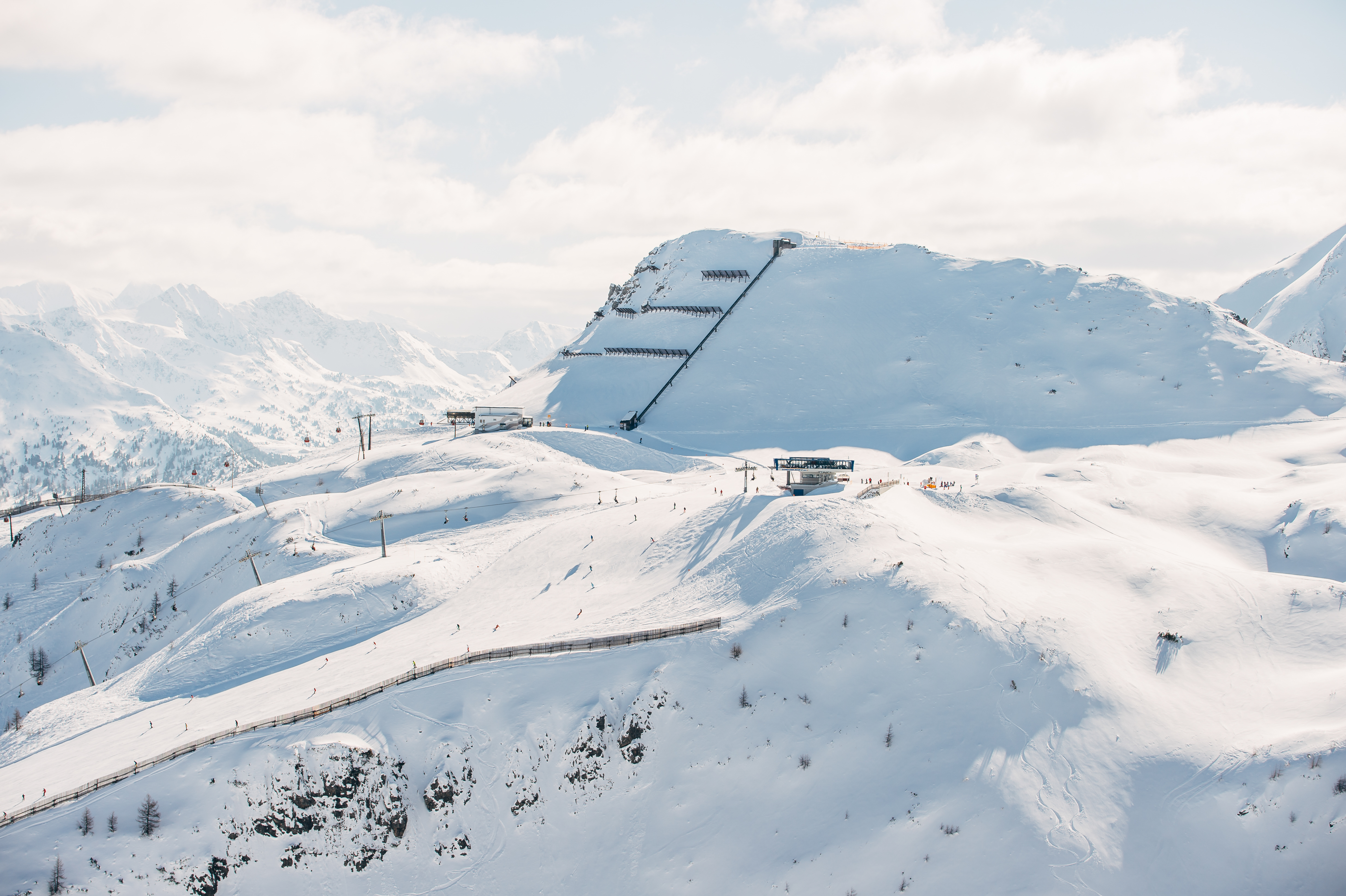
Skigebiet Zauchensee-Flachauwinkl

Der südlichste Teil der Gemeinde wird nach dem dort liegenden Gewässer Zauchensee genannt. Hier liegen mehrere Hotels und die Mehrzahl der Schilifte und damit der Kern des nach Westen weit hinausreichenden Schigebiets Zauchensee-Flauchauwinkel-Kleinarl.
Den Großteil der Fläche macht grob das Wassereinzugsgebiet des Zauchenbachs aus, der vom 300 m langen Zauchensee Richtung NNW verlaufend von rechts in die Enns mündet, wo die Besiedlung dichter ist. Ein Berghang nördlich des Ennsknies, also linksufrig, gehört auch noch zur Gemeinde. Noch weiter im Süden als der Zauchensee und hoch oben am Berg liegt der rundlichere Seekarsee.

### Nachbargemeinden
|         | Eben im Pongau                              | Radstadt    |
| Flachau | Kompassrose, die auf Nachbargemeinden zeigt |             |
| Flachau |                                             | Untertauern |

## Geschichte
Bereits in der römischen Straßenkarte scheint die Straßenstation Ani auf. Anzunehmen ist, dass die Ortsbezeichnung Ani mit dem Namen der Enns, die Anisus hieß, zusammenhängt.
Die erste urkundliche Erwähnung erfolgte im Jahr 1074 im Schenkungsvertrag des Erzbischofs Gebhard an das Kloster Admont. Bis ins 13. Jahrhundert wurde der Name Rastat verwendet.

## Politik

### Gemeinderat
| Gemeinderatswahl 2024Wahlbeteiligung: 64,7 % 706050403020100 46,9 % (−22,8 %p)29,3 % (n. k. %p)15,0 % (± 0,0 %p)8,7 % (−6,6 %p) ÖVPDAFPÖSPÖ20192024 |

Die Gemeindevertretung hatte bis 2009 insgesamt 19 Mitglieder, ab 2009 21 Mitglieder.
- Mit den Gemeindevertretungs- und Bürgermeisterwahlen in Salzburg 2004 hatte die Gemeindevertretung folgende Verteilung: 10 ÖVP, 4 SPÖ, 3 JA, und 2 FPÖ.
- Mit den Gemeindevertretungs- und Bürgermeisterwahlen in Salzburg 2009 hatte die Gemeindevertretung folgende Verteilung: 14 ÖVP, 4 SPÖ, und 3 FPÖ.[4]
- Mit den Gemeindevertretungs- und Bürgermeisterwahlen in Salzburg 2014 hatte die Gemeindevertretung folgende Verteilung: 13 ÖVP, 4 SPÖ, und 4 FPÖ.[5]
- Mit den Gemeindevertretungs- und Bürgermeisterwahlen in Salzburg 2019 hatte die Gemeindevertretung folgende Verteilung: 15 ÖVP, 3 SPÖ, und 3 FPÖ.[6]
- Mit den Gemeindevertretungs- und Bürgermeisterwahlen in Salzburg 2024 hat die Gemeindevertretung folgende Verteilung: 10 ÖVP, 6 DA, 3 FPÖ und 2 SPÖ.[7]

### Bürgermeister
- 1964–1974 Matthäus Steffner (ÖVP)[8]
- 1974–1997 Matthias Rainer (ÖVP)[9]
- 1997–2024 Rupert Winter (ÖVP)[10]
- seit 2024 Josef Steger (ÖVP)[11]

### Wappen
Blasonierung des Wappens der Gemeinde:
„In Weiß auf grünem Rasen eine grüne Doppel- oder Zwieseltanne, deren Stamm überdeckt wird von einem roten Schild, worin ein weißes achtspeichiges Rad dargestellt ist.“

## Kultur und Sehenswürdigkeiten

### Bauwerke

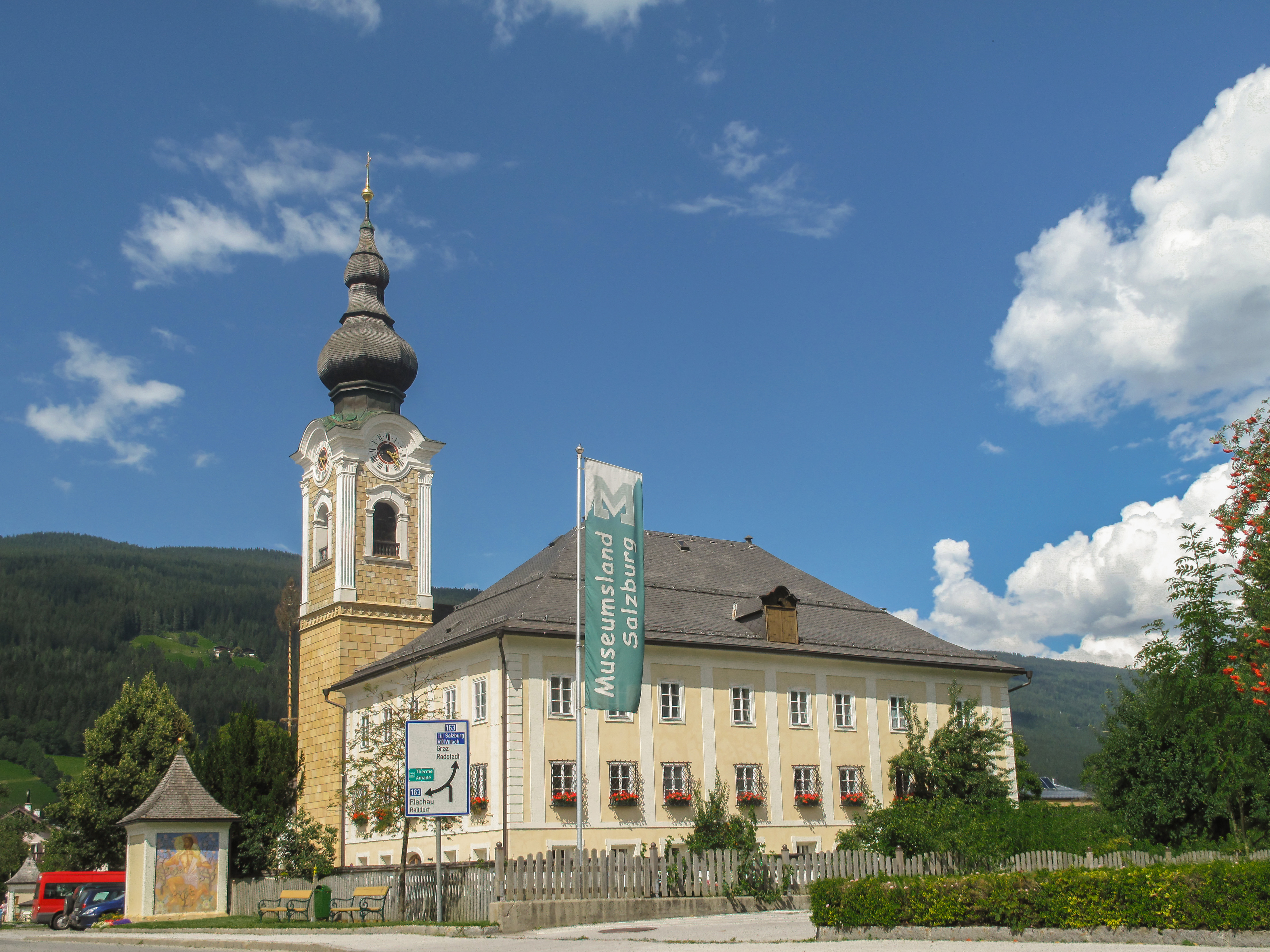
Pfarrkirche Altenmarkt im Pongau

- Katholische Pfarrkirche Altenmarkt im Pongau Unsere Liebe Frau Mariä Geburt
- Annakapelle, nördlich mit der Pfarrkirche verbunden
- Lourdeskapelle, westlich der Annakapelle, und der Friedhof
- Pfarrhof, südlich mit der Pfarrkirche verbunden
- Dechanthofstall, südöstlich des Pfarrhofes
- Heimatmuseum Altenmarkt, nördlich der Pfarrkirche auf Brunnbauerngasse 1: Das Hoamathaus wurde 1408 gebaut, und diente den Bergknappen, die das Erz abbauten, als Unterkunft. Später wurde es in ein Altenheim umgewandelt und bekam den Namen Bruderhaus. Als 1970 ein neues Altersheim gebaut wurde, entstand hier das Heimatmuseum mit Darstellungen des Lebens in Altenmarkt vor über 100 Jahren. Das Prunkstück des Museums ist die 250 Jahre alte Grundnerkrippe.

### Veranstaltungen im Kulturbereich
- 2005 Pongauer Hoamattog
- Pongauer Perchtenlauf und Krampuslauf
- Salzburger Straßentheater
- Aufzeichnung Klingendes Österreich
- Fernseh-Frühschoppen
- Bauernherbstwoche mit historischem Festzug
- Brauchtumsabende

### Sport
Altenmarkt ist Mitglied in der Sportwelt Ski amadé. Das Schigebiet Zauchensee baute 2015 seine Beschneiungsanlagen aus.
Altenmarkt-Zauchensee hat bereits folgende Großveranstaltungen ausgetragen:
- Ski Alpin: Weltcuprennen der Damen (erster Weltcup in Zauchensee 1980), mehrere nationale Meisterschaften, zahlreiche FIS- und Europacuprennen sowie ausländische nationale Meisterschaften, 2002 Weltcupfinale gemeinsam mit Flachau
- Freestyle: Österreichische Meisterschaften, Europameisterschaften, Weltcuprennen in den Bewerben Ballett, Buckelpiste, Springen, Freestyle-Skiing-Weltmeisterschaften 1993
- Snowboard: Weltcup-Veranstaltung im Jahr 1995
- Ski Nordisch: 35 Austragungen des Internationalen Tauernlaufes bis 2011
- Motorsport: Historic-Ice-Trophy (Eisrennen für Historische Fahrzeuge auf Eis und Schnee auf einem Rundkurs), Ennstal-Classic, Planai Classic, Ferrari- und Maserati-Treffen

## Wirtschaft und Infrastruktur
Die Wirtschaft in Altenmarkt ist breit gefächert, mit dem größten Anteil Fremdenverkehr, weiters Industrie, Landwirtschaft und Handel.
- Atomic (Fabrikation von Ski ab 1966 in Wagrain) errichtete 1971 eine Fabrik in Altenmarkt.

Bergbahnen und Skiliftanlagen
- Gesamt-Pistenlänge (Altenmarkt und Zauchensee): 99 km
- Anzahl der Skiliftanlagen: 23
- Förderleistung pro Stunde: 33.300 Personen

### Verkehr
- Straße: Die nahe A 10 Tauernautobahn (E 55/E 60) bietet mit exit 63 Altenmarkt Auf-/Abfahrten in/aus Richtung Salzburg und Villach/Kärnten. Im Ortszentrum zweigt die B 163 Wagrainer Straße nach Westen nach St. Johann im Pongau ab. Ferner verläuft die B 99 Katschberg Straße (E 651, Bischofshofen – Spittal an der Drau/Kärnten) durch das Gemeindegebiet. Diese Route bildete in den 1970ern und 1980er Jahren die berüchtigte Gastarbeiterroute als eine der bedeutendsten Fernrouten Europas. Noch immer bedeutend ist die innerösterreichische Transitroute von Nordtirol/Vorarlberg in die Steiermark.
- Bahn: Die Ennstalbahn (Bischofshofen – Selzthal) hat einen Bahnhof für Regionalzüge in Altenmarkt. Drei Kilometer östlich liegt der Schnellzug-(IC-)Bahnhof Radstadt.
- Bus: Die Postbuslinie 910 verläuft von Liezen bis Altenmarkt, die Buslinie 510 von Radstadt über Altenmarkt nach Bischofshofen, die Buslinie 520 zwischen Altenmarkt und Wagrain.
- Fahrrad: Der Ennsradweg vom nahen Flachauwinkl kommend, begleitet den hier erst wenige Meter breiten Flusses und erreicht über die Länder Steiermark und Oberösterreich die Stadt Enns.

### Öffentliche Einrichtungen
- Kulturhaus: 1950 als Feuerwehrhaus errichtet, im Jahr 1993 umgebaut. Das Kulturhaus ist ein öffentliches Gebäude, in dem Veranstaltungen abgehalten werden können.
- Seniorenheim: eröffnet im Juli 2007, mit 70 Betten und direkt neben dem Gesundheitszentrum in idealer Lage. Das alte Seniorenheim (errichtet 1968, 30 Betten, Pflegedienstleitung: Hr. Rohringer) wurde 2008 abgerissen.
- Feuerwehrhaus: erbaut 1989, in diesem Haus sind auch das Rote Kreuz und die Bergrettung untergebracht
- Ärztezentrum: erbaut 2004, 14 Ärzte verschiedener Fachrichtungen (Stand 2015)
- Sozialzentrum: Beinhaltet die Gemeindebücherei, pepp – Gemeinnütziger Verein für Eltern und Kinder[14], die Mutterberatung und das Fraueninformationszentrum KOKON

### Bildung
Altenmarkt bietet folgende Bildungseinrichtungen:
- Volksschule
- Hauptschule
- Polytechnischer Lehrgang
- Musikum Altenmarkt (Zweigstelle des Musikum Salzburg)

## Persönlichkeiten

### Ehrenbürger der Gemeinde
- 1989: Georg Eder (1928–2015), Erzbischof von Salzburg
- ?: Matthias Rainer (1933–2005), Altbürgermeister

### Söhne und Töchter der Gemeinde
- Helmut Dähne (* 1944), Motorradrennfahrer
- Michael Hauser (* 1981), Biathlet im ÖSV A-Kader
- Alexander Maier (* 1974), Snowboarder
- Hermann Maier (* 1972), Skirennläufer
- Marc Mayer (* 1978), Skilangläufer
- Herbert Meneweger (* 1963), Extrem-Ausdauer-Radrennfahrer, Vortragender und Autor
- Markus Pausch (* 1974), Politologe und Autor
- Josef Perwein (1850–1924), Politiker der Christlichsozialen Partei
- Wolfgang Rottmann (* 1973), Biathlet
- Bernhard Schneider, Musikpädagoge, Komponist, Chorleiter und Organist[16]
- Christoph Steffner (* 1961), Installationskünstler und Zeichner
- Josef Steiner (1926–1990), Landwirt und Politiker, Nationalratsabgeordneter
- Hermann Strasser (* 1941), Universitätsprofessor, Soziologe und Publizist
- Roland Kallan (* 1975), Naturbahnrodler
- Michael Walchhofer (* 1975), Skirennläufer
- Gerald Kallan (* 1979), Naturbahnrodler